# James Stamp
James Stamp (1904 – 22. Dezember 1985) war ein amerikanischer Trompeter und Pädagoge. Seine Berufsmusikerkarriere begann als 16-Jähriger in der bekannten Mayo Clinic Band von Rochester (Minnesota, USA). Bevor er als Solotrompeter in das Minneapolis Symphony Orchestra berufen wurde, spielte er in verschiedenen Theater-Orchestern in Minneapolis.
1944 übersiedelte er nach Kalifornien und spielte fortan in Filmstudio- und Fernsehorchestern. Nach einem Herzinfarkt widmete er sich vermehrt dem Unterrichten.

## Liste bekannter Schüler
- Malcom Mcnab[3]
- Frits Damrow[4]
- Thomas Stevens[5]
- Michael Sachs[1]

## Werke
- „Warm-Ups And Studies For Trumpet“[6]
- „Supplemental Studies To The Original Warm-Ups and Studies“[7]